# 6-та зенітна дивізія (Третій Рейх)
6-та зенітна дивізія (Третій Рейх) (нім. 6. FlaK-Division) — зенітна дивізія Вермахту, що діяла протягом Другої світової війни у складі Повітряних сил Третього Рейху.

## Історія
6-та зенітна дивізія веде свою історію від створеного 1 серпня 1938 року Штеттінського командування протиповітряної оборони. 1 липня 1939 року командування було переведено в Ганновер і перейменовано в Командування протиповітряної оборони Ганновера. 1 вересня 1939 року його перейменували в 6-те командування ППО. Після закінчення Західної кампанії 6-те командування було переведено спочатку до Брюсселя, а потім до Ватерлоо. Незадовго до початку операції «Барбаросса» війська були ненадовго перекинуті до Верхньої Сілезії для захисту цього промислового району. Невдовзі командування повернулося до Бельгії. 1 вересня 1941 року структура була перейменована в 6-ту зенітну дивізію. 1 квітня 1942 року штаб дивізії в Брюсселі був замінений 16-ю зенітною дивізією і передислокований на Східний фронт до 1-го повітряного флоту. Там дивізія була увійшла до складу групи армій «Північ» під Медведем. Брала активну участь у боях за Дем'янський «мішок». Протягом 1942—1944 року вела активні дії на підтримку сухопутних військ вермахту. Восени 1944 року після ар'єргардних боїв групи армій «Північ» дивізія опинилася в Курляндському мішку, де й капітулювала у травні 1945 року.

## Райони бойових дій
- Німеччина (серпень 1938 — липень 1940);
- Бельгія (липень 1940 — квітень 1942);
- Північний фланг Східного фронту (квітень 1942 — травень 1945).

## Командування

### Командири
- оберст Александер Кольб (нім. Alexander Kolb) (1 липня 1938 — 31 січня 1940);
- генерал-майор Вольфганг Рютер (нім. Wolfgang Rüter) (1 лютого — 5 жовтня 1940);
- генерал-майор Іоб Одебрехт (5 жовтня 1940 — 1 вересня 1942);
- генерал-лейтенант Вернер Антон (нім. Werner Anton) (1 вересня 1942 — 2 травня 1945).

### Підпорядкованість
| Час       | Корпус | Командування/Флот                  | Штаб                  |
| --------- | ------ | ---------------------------------- | --------------------- |
| 1938      |        |                                    |                       |
| 1 серпня  |        | Люфтгау III                        | Штеттін               |
| 1939      |        |                                    |                       |
| 1 січня   |        | Люфтгау III                        | Штеттін               |
| 1 липня   |        | Люфтгау XI                         | Ганновер              |
| 1940      |        |                                    |                       |
| 1 січня   |        | Люфтгау XI                         | Ганновер              |
| травень   |        | Люфтгау XI                         | Ольденбург            |
| 1 липня   |        | Люфтгау «Бельгія-Північна Франція» | Брюссель/Ватерлоо     |
| 1941      |        |                                    |                       |
| 1 січня   |        | Люфтгау «Бельгія-Північна Франція» | Брюссель/Ватерлоо     |
| 1942      |        |                                    |                       |
| 1 січня   |        | Люфтгау «Бельгія-Північна Франція» | Брюссель/Ватерлоо     |
| 1 липня   |        | 1-й повітряний флот                | Ленінградська область |
| 1943      |        |                                    |                       |
| 1 січня   |        | 1-й повітряний флот                | Ленінградська область |
| 1944      |        |                                    |                       |
| 1 січня   |        | 1-й повітряний флот                | Ленінградська область |
| 1945      |        |                                    |                       |
| 1 січня   |        | 1-й повітряний флот                | Балтійські країни     |
| 16 квітня |        | Люфтгау «Курляндія»                | Курляндія             |